# Cyrtinus acunai
Cyrtinus acunai är en skalbaggsart som beskrevs av Fisher 1935. Cyrtinus acunai ingår i släktet Cyrtinus och familjen långhorningar.
Artens utbredningsområde är Kuba. Inga underarter finns listade i Catalogue of Life.